# Behindertengleichstellungsgesetz (Deutschland)
Das Behindertengleichstellungsgesetz (BGG) soll eine Benachteiligung von Menschen mit Behinderungen beseitigen bzw. verhindern sowie die gleichberechtigte Teilhabe von Menschen mit Behinderungen am Leben in der Gesellschaft gewährleisten und ihnen eine selbstbestimmte Lebensführung ermöglichen. (§ 1 BGG)
Das Gesetz gilt vorrangig für Träger öffentlicher Gewalt auf Bundesebene. Zur Umsetzung der gleichen Inhalte auf Länderebene werden jeweils landeseigene Landesgleichstellungsgesetze erstellt. Diese Landesgleichstellungsgesetze enthalten jedoch teilweise andere Intentionen und Anforderungen.
Das BGG formuliert insbesondere 
- ein Benachteiligungsverbot für Träger öffentlicher Gewalt (§ 7 BGG)
- Herstellung von Barrierefreiheit in den Bereichen Bau und Verkehr (§ 8 BGG)
- Recht auf Verwendung von Gebärdensprache und anderen Kommunikationshilfen (§ 9 BGG)
- Bestimmungen zur Gestaltung von Bescheiden und Vordrucken (§ 10 BGG)
- Verständlichkeit und Leichte Sprache (§ 11 BGG)
- Bestimmungen für eine barrierefreie Informationstechnik (§ 12a BGG)

Ein wesentliches Instrument zur Anwendung dieses Gesetzes sind die „Zielvereinbarungen“. Soweit nicht besondere gesetzliche oder verordnungsrechtliche Vorschriften dem entgegenstehen, sollen zur Herstellung der Barrierefreiheit Zielvereinbarungen zwischen Verbänden, die nach § 13 Abs. 3 BGG anerkannt sind (z. B. Behindertenorganisationen), und Unternehmen oder Unternehmensverbänden der verschiedenen Wirtschaftsbranchen für ihren jeweiligen sachlichen und räumlichen Organisations- oder Tätigkeitsbereich getroffen werden. Die anerkannten Verbände können die Aufnahme von Verhandlungen über Zielvereinbarungen verlangen. 
Diese „Zielvereinbarungen zur Herstellung von Barrierefreiheit“ sollen insbesondere 
1. die Bestimmung der Vereinbarungspartner und sonstige Regelungen zum Geltungsbereich und zur Geltungsdauer,
2. die Festlegung von Mindestbedingungen darüber, wie gestaltete Lebensbereiche (im Sinne von § 4 BGG) künftig zu verändern sind, um dem Anspruch behinderter Menschen auf Zugang und Nutzung zu genügen,
3. den Zeitpunkt oder einen Zeitplan zur Erfüllung der festgelegten Mindestbedingungen

und können ferner auch eine Vertragsstrafenabrede für den Fall der Nichterfüllung oder des Verzugs enthalten. 
Besonders hervorgehoben werden in dem Gesetz 
- Behinderte Frauen (§ 2 BGG)
- und die Gebärdensprache und andere Kommunikationshilfen (§ 6 BGG).

Mit dem Gesetz zur Weiterentwicklung des Behindertengleichstellungsrechts ist bei der Deutschen Rentenversicherung Knappschaft-Bahn-See die Bundesfachstelle Barrierefreiheit am 19. Juli 2016 errichtet worden. Sie berät und unterstützt vorrangig Bundesbehörden bei der Planung und Umsetzung von Barrierefreiheit nach Maßgabe des BGG, angefangen vom baulichen Zugang bis hin zur barrierefreien Information und Kommunikation. Darüber hinaus berät sie auf Anfrage auch Unternehmen, Verbände und gesellschaftliche Organisationen.

## Kritik
Nahezu alle Behindertenverbände, Selbstvertretungen sowie der Beauftragte der Bundesregierung für die Belange behinderter Menschen kritisieren, dass das Gesetz die Privatwirtschaft nicht einschließe und daher die Gleichstellung im Alltag von Menschen mit Behinderungen verfehle. Die Bundestagsfraktion der Grünen legte einen entsprechenden – die Privatwirtschaft einschließenden – Änderungsantrag zum Gesetzentwurf für das allgemeine Gleichstellungsgesetz vor, der in namentlicher Abstimmung abgelehnt wurde. Auch ein Entschließungsantrag der Bundestagsfraktion der Linken zum Gesetzentwurf wurde abgelehnt.